# Francescuolo da Brossano
(Giovanni Boccaccio in una lettera del 1367)
Francescuolo (Franciscolus, o Franciscus) da Brossano (o da Borsano) (Milano, ... – Padova, 1405) fu il genero e l'esecutore testamentario di Francesco Petrarca.

## Biografia
Figlio di Amizolo (Amiçolo), nacque a Milano, nei pressi di Porta Vercellina, da una famiglia originaria di Borsano. Francescuolo venne istituito esecutore universale del testamento di Petrarca. Nel 1361, infatti, sposò la figlia naturale del poeta aretino, Francesca; nello stesso anno morì di peste il figlio maschio del Petrarca, Giovanni, che aveva solo 25 anni. Il poeta laureatus nel 1362, per sfuggire all'epidemia lasciò Padova per andare a Venezia, dove visse una vita tranquilla e agiata. Francescuolo e la moglie non seguirono subito Petrarca quando si trasferì nella Serenissima; già alla fine del 1363, tuttavia, si recarono a Venezia, dove vissero con Petrarca nel palazzo Molina, al numero 4145 della Riva degli Schiavoni. Il soggiorno lagunare si dimostrò molto salutare anche per la prima figlia della coppia, nata nel 1362, alla quale venne assegnato il nome della bisnonna: Eletta. Nel 1366, invece, nacque il secondo figlio, Francesco (detto Franceschino o Checcus), tenuto a battesimo da Donato Albanzani; Petrarca amava molto questo suo nipotino, ritenendo che avesse tratto la bellezza fisica dal padre e l'intelligenza da lui stesso. Francescuolo, in ogni caso, non di rado si allontanava da Venezia per intrattenere rapporti d'affari. Nella casa pavese del Petrarca accolse Giovanni Malpaghini, allievo dello stesso poeta. Nella stessa Pavia, fu assunto come offiziale delle bollette, cioè addetto al rilascio dei visti d'ingresso e al controllo del soggiorno degli stranieri. In occasione di questa qualifica l'intera famiglia si spostò a Pavia, dove il 19 maggio 1368 vi morì il figlio Francesco, a soli due anni e quattro mesi. Quest'ultimo fu sepolto nella parrocchia di San Zeno, celebrato da un epitaffio in distici composto dal Petrarca a cui tanto era caro. 
Attenzione: questo che segue è invece l'epitaffio che Francescuolo fece incidere sul sepolcro di Arquà, scritto per sé dallo stesso Petrarca in vita.
(Francesco Petrarca)
Nella primavera del 1372 Petrarca e la «sua famigliola» avevano intenzione di trasferirsi ad Arquà: furono tuttavia costretti a sostare prima a Padova, a causa della guerra che imperversava a Venezia. Riuscirono a riunirsi ad Arquà tra il febbraio e l'aprile 1373, arco di tempo che vide il Petrarca morire, colpito da una sincope. Morto il suocero, Francescuolo informò personalmente Giovanni Boccaccio, il quale gli rispose con una lettera accorata, in cui lo chiamava amatissime frater. In tale epistola lo invitò anche a salvaguardare la preziosissima biblioteca del suocero e manifestò la propria preoccupazione per numerose opere ancora inedite, fra cui l'Africa.
Francescuolo, ormai investito del ruolo di custode delle carte petrarchesche, dopo la morte di Petrarca si spostò nuovamente a Padova, dove abitò lungo la Strada Maggiore, per poi trasferirsi nel 1384 a Treviso, chiamato dai Carraresi: qui morì la moglie Francesca. Quest'ultima venne sepolta con tutti gli onori nella chiesa di San Francesco, dove venne ricordata con un'iscrizione funebre in distici. Terminata la parentesi carrarese a Treviso, Francescuolo fece ritorno a Padova, dove visse fino alla morte, che avvenne prima del 13 agosto 1405.

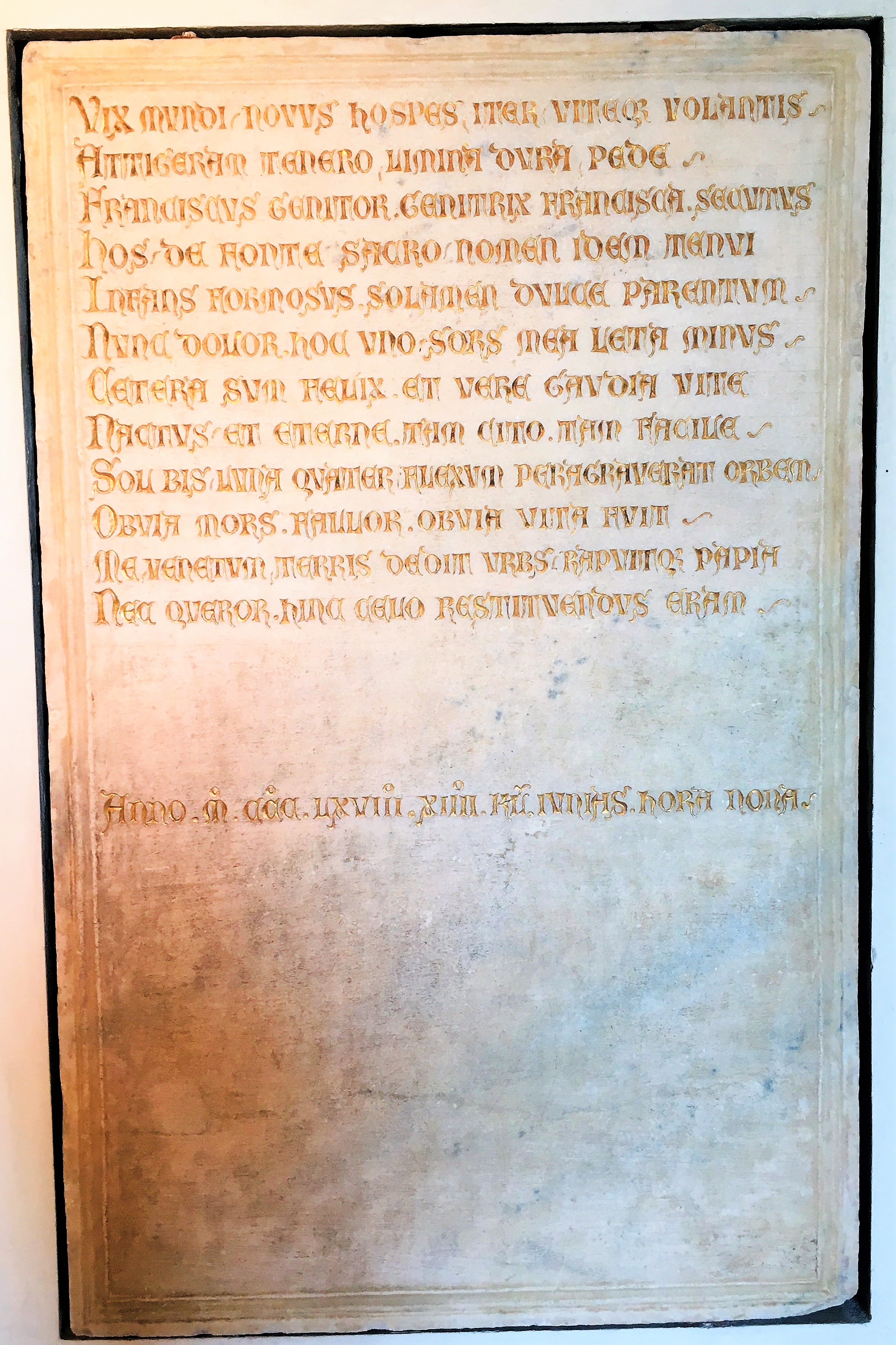
Epigrafe dettata dal Petrarca per la tomba del nipote. Pavia, Musei Civici.

## Albero genealogico
Di seguito viene riportato l'albero genealogico di Francescuolo da Brossano:
|  |  |  |  |        |        |        |        | Amiçolo da Brossano | Amiçolo da Brossano | Amiçolo da Brossano | Amiçolo da Brossano | Amiçolo da Brossano | Amiçolo da Brossano |                          |                          |                          |                          |                          |                          | ?         | ?         | ?         | ?         | ?         | ?         |  |  |  |  |         |         |         |         | Francesco Petrarca | Francesco Petrarca | Francesco Petrarca | Francesco Petrarca | Francesco Petrarca | Francesco Petrarca |         |         |                    |                    |                    |                    | ?                  | ?                  | ?        | ?        | ?        | ?        |  |  |  |  |         |         |         |         |         |         |  |  |  |  |         |         |         |         |         |         |
|  |  |  |  |        |        |        |        | Amiçolo da Brossano | Amiçolo da Brossano | Amiçolo da Brossano | Amiçolo da Brossano | Amiçolo da Brossano | Amiçolo da Brossano |                          |                          |                          |                          |                          |                          | ?         | ?         | ?         | ?         | ?         | ?         |  |  |  |  |         |         |         |         | Francesco Petrarca | Francesco Petrarca | Francesco Petrarca | Francesco Petrarca | Francesco Petrarca | Francesco Petrarca |         |         |                    |                    |                    |                    | ?                  | ?                  | ?        | ?        | ?        | ?        |  |  |  |  |         |         |         |         |         |         |  |  |  |  |         |         |         |         |         |         |
|  |  |  |  |        |        |        |        |                     |                     |                     |                     |                     |                     |                          |                          |                          |                          |                          |                          |           |           |           |           |           |           |  |  |  |  |         |         |         |         |                    |                    |                    |                    |                    |                    |         |         |                    |                    |                    |                    |                    |                    |          |          |          |          |  |  |  |  |         |         |         |         |         |         |  |  |  |  |         |         |         |         |         |         |
|  |  |  |  |        |        |        |        |                     |                     |                     |                     |                     |                     | Francescuolo da Brossano | Francescuolo da Brossano | Francescuolo da Brossano | Francescuolo da Brossano | Francescuolo da Brossano | Francescuolo da Brossano |           |           |           |           |           |           |  |  |  |  |         |         |         |         |                    |                    |                    |                    |                    |                    |         |         | Francesca Petrarca | Francesca Petrarca | Francesca Petrarca | Francesca Petrarca | Francesca Petrarca | Francesca Petrarca |          |          |          |          |  |  |  |  |         |         |         |         |         |         |  |  |  |  |         |         |         |         |         |         |
|  |  |  |  |        |        |        |        |                     |                     |                     |                     |                     |                     | Francescuolo da Brossano | Francescuolo da Brossano | Francescuolo da Brossano | Francescuolo da Brossano | Francescuolo da Brossano | Francescuolo da Brossano |           |           |           |           |           |           |  |  |  |  |         |         |         |         |                    |                    |                    |                    |                    |                    |         |         | Francesca Petrarca | Francesca Petrarca | Francesca Petrarca | Francesca Petrarca | Francesca Petrarca | Francesca Petrarca |          |          |          |          |  |  |  |  |         |         |         |         |         |         |  |  |  |  |         |         |         |         |         |         |
|  |  |  |  |        |        |        |        |                     |                     |                     |                     |                     |                     |                          |                          |                          |                          |                          |                          |           |           |           |           |           |           |  |  |  |  |         |         |         |         |                    |                    |                    |                    |                    |                    |         |         |                    |                    |                    |                    |                    |                    |          |          |          |          |  |  |  |  |         |         |         |         |         |         |  |  |  |  |         |         |         |         |         |         |
|  |  |  |  |        |        |        |        |                     |                     |                     |                     |                     |                     |                          |                          |                          |                          |                          |                          |           |           |           |           |           |           |  |  |  |  |         |         |         |         |                    |                    |                    |                    |                    |                    |         |         |                    |                    |                    |                    |                    |                    |          |          |          |          |  |  |  |  |         |         |         |         |         |         |  |  |  |  |         |         |         |         |         |         |
|  |  |  |  |        |        |        |        |                     |                     |                     |                     |                     |                     |                          |                          |                          |                          |                          |                          |           |           |           |           |           |           |  |  |  |  |         |         |         |         |                    |                    |                    |                    |                    |                    |         |         |                    |                    |                    |                    |                    |                    |          |          |          |          |  |  |  |  |         |         |         |         |         |         |  |  |  |  |         |         |         |         |         |         |
|  |  |  |  |        |        |        |        |                     |                     |                     |                     |                     |                     |                          |                          |                          |                          |                          |                          |           |           |           |           |           |           |  |  |  |  |         |         |         |         |                    |                    |                    |                    |                    |                    |         |         |                    |                    |                    |                    |                    |                    |          |          |          |          |  |  |  |  |         |         |         |         |         |         |  |  |  |  |         |         |         |         |         |         |
|  |  |  |  | Eletta | Eletta | Eletta | Eletta | Eletta              | Eletta              |                     |                     | Francesco           | Francesco           | Francesco                | Francesco                | Francesco                | Francesco                |                          |                          | Francesco | Francesco | Francesco | Francesco | Francesco | Francesco |  |  |  |  | Silvano | Silvano | Silvano | Silvano | Silvano            | Silvano            |                    |                    | Gerardo            | Gerardo            | Gerardo | Gerardo | Gerardo            | Gerardo            |                    |                    | Caterina           | Caterina           | Caterina | Caterina | Caterina | Caterina |  |  |  |  | Camilla | Camilla | Camilla | Camilla | Camilla | Camilla |  |  |  |  | Cecilia | Cecilia | Cecilia | Cecilia | Cecilia | Cecilia |